# Il·lustre Col·legi d'Advocats de Tarragona
L'Il·lustre Col·legi de l'Advocacia de Tarragona és una corporació professional de dret públic emparada per la llei, amb personalitat jurídica pròpia i plena capacitat per al compliment de les seves finalitats. La seva jurisdicció és la de l'àmbit territorial del partit judicial de Tarragona, el de Valls i el del Vendrell. Fou creat el maig de 1845 quan els dies 21 i 27 de maig es van celebrar unes juntes preparatòries en les quals "quedó instalado el Colegio de Abogados de este partido judicial; habiendo sido electos para la Junta Gubernativa D. José de Torres y de Ferrer Decano; D. Bartolomé Roig diputado tesorero y D. José Balcells secretario contador, que es el número que debe componerse la Junta, por no llegar a treinta el de los Colegiados".
El 1993 va fundar l'Escola de Pràctica Jurídica, i des d'aquell mateix any publica la revista Fòrum Jurídic.
El 19 de juny de 1996 es va inaugurar l'actual seu col·legial, ubicada al carrer Enric d'Ossó de Tarragona, en un edifici que comparteix amb el Col·legi Oficial de Farmacèutics de Tarragona. Actualment, a octubre de 2012, té 1.159 col·legiats.

## Funcions
Tal com es descriu en els estatuts, és finalitat del Col·legi tenir cura, dins del marc de les lleis, de la professió d'advocat, especialment en les seves relacions amb l'Administració, així com defensar els interessos professionals dels col·legiats, i que aquests s'adeqüin als interessos ciutadans.
Entre les seves funcions pròpies, destaquen: vetllar per l'ètica professional; evitar l'intrusisme i la competència deslleial; organitzar cursos de formació professional; organitzar el Torn d'Ofici i l'Assistència al Detingut en el marc legal establert, així com la gestió de l'assistència jurídica gratuïta; portar el registre de societats professionals; mantenir l'Escola de Pràctica Jurídica; i disposar de potestat disciplinària.

## Degans
Aquests han estat els Degans del Col·legi des de la seva fundació:
- Josep Maria de Torres i de Ferrer (1845)
- Francesc Riera (1847)
- Josep Martí d'Eixalà (1858, 1863, 1868, 1869)
- Francesc Riera (1859, 1864, 1865, 1867)
- Josep Maria Coma (1860)
- Joan de Querol i de Cabanyes (1861)
- Antoni Virgili (1925)
- Antoni Albafull i Vidal (1926-1932)
- Agustí Musté Sandoval (1932-1939)
- Lluís Monteverde Jordi (1939-1942)
- Francesc Ferrández Arjonilla (1942-1957)
- Joaquim Delclòs Balvey (1957-1972)
- Enric Ixart Ventosa (1972-1983)
- José Luis Calderon Alejandre (1983-1991)
- Rafael Fernández del Castillo (1991-1997)
- Antoni Huber Company (1997-2002)
- Antoni Vives Sendra (2002-2008)
- Antonio Salas de Córdoba (2008-2013)
- Manel Albiac Cruxent (2013-)